# VW Caddy (Typ 9KV)
Der Caddy (9KV), auch Caddy II genannt, ist ein PKW-Modell von Volkswagen Nutzfahrzeuge. Er wurde als Kastenwagen und Hochdachkombi von 1995 bis 2003 parallel zum Caddy (9U) produziert. Der Vorgänger ist der Caddy (14D), der Nachfolger der Caddy (2K).

## Geschichte
Der Kastenwagen bzw. Hochdachkombi der zweiten Generation (Typ 9KV) wurde von Ende 1995 bis Mitte 2003 angeboten.
Das Modell war mit dem Seat Inca baugleich, der wiederum wie der VW Polo (Typ 6N) und der Seat Ibiza (Typ 6K)/Cordoba (6K/6C) auf der Plattform PQ23/A03 aufgebaut war. Er wurde wie der Seat in Martorell (Spanien) hergestellt. Die Anpassungen an das Volkswagen-Design beschränkten sich auf die Gestaltung von Front, Dachantenne, Instrumententafel und Sitzbezügen. Der Caddy (9KV) wurde als  zweisitziger Kastenwagen und als fünfsitziger Hochdachkombi mit Panoramaverglasung und asymmetrischer Hecktür gebaut.

### Technische Daten
| Benzinmotoren                                   | 1.4                   | 1.4                   | 1.6                   | 1.6                   |
| ----------------------------------------------- | --------------------- | --------------------- | --------------------- | --------------------- |
| Bauzeitraum                                     | 11/1995–06/2003       | 09/2000–06/2003       | 11/1995–05/1997       | 06/1997–09/2000       |
| Motorkenndaten                                  |                       |                       |                       |                       |
| Motorkennbuchstaben                             | AEX, APQ, AKV, AUD    | AUA                   | 1F                    | AEE                   |
| Motortyp                                        | R4-Ottomotor          | R4-Ottomotor          | R4-Ottomotor          | R4-Ottomotor          |
| Anzahl Ventile pro Zylinder                     | 2                     | 4                     | 2                     | 2                     |
| Ventilsteuerung                                 | OHC, Zahnriemen       | DOHC, Zahnriemen      | OHC, Zahnriemen       | OHC, Zahnriemen       |
| Gemischaufbereitung                             | Saugrohreinspritzung  | Saugrohreinspritzung  | Saugrohreinspritzung  | Saugrohreinspritzung  |
| Motoraufladung                                  | –                     | –                     | –                     | –                     |
| Kühlung                                         | Wasserkühlung         | Wasserkühlung         | Wasserkühlung         | Wasserkühlung         |
| Bohrung × Hub                                   | 76,5 mm × 75,6 mm     | 76,5 mm × 75,6 mm     | 81,0 mm × 77,4 mm     | 76,5 mm × 86,9 mm     |
| Hubraum                                         | 1390 cm³              | 1390 cm³              | 1595 cm³              | 1598 cm³              |
| Verdichtungsverhältnis                          | 10,2:1                | 10,5:1                | 9,0:1                 | 9,8:1                 |
| max. Leistung bei min−1                         | 44 kW (60 PS) /4700   | 55 kW (75 PS) /5000   | 55 kW (75 PS) /5500   | 55 kW (75 PS) /4800   |
| max. Drehmoment bei min−1                       | 116 Nm /3000          | 126 Nm /3800          | 128 Nm /2600          | 135 Nm /2800–3600     |
| Abgasnorm                                       | Euro 2 bzw. Euro 4    | Euro 4                | Euro 2                | Euro 2                |
| Kraftübertragung                                |                       |                       |                       |                       |
| Antrieb                                         | Vorderradantrieb      | Vorderradantrieb      | Vorderradantrieb      | Vorderradantrieb      |
| Getriebe                                        | 5-Gang-Schaltgetriebe | 5-Gang-Schaltgetriebe | 5-Gang-Schaltgetriebe | 5-Gang-Schaltgetriebe |
| Messwerte                                       |                       |                       |                       |                       |
| Höchstgeschwindigkeit                           | 142 km/h              | 155 km/h              | 153 km/h              | 155 km/h              |
| Beschleunigung, 0–100 km/h                      | 18,8 s                | 14,6 s                | 17,5 s                | 15,1 s                |
| Kraftstoffverbrauch (1) auf 100 km (kombiniert) | 8,0 l S               | 7,8 l S               | 8,2 l S               | 8,2 l S               |
| CO2-Emission (kombiniert)                       | 192 g/km              | 187 g/km              | 197 g/km              | 197 g/km              |

| Dieselmotoren                                   | 1.7 SDI               | 1.9 D                      | 1.9 SDI               | 1.9 SDI               | 1.9 TDI                    | 1.9 TDI                    |
| ----------------------------------------------- | --------------------- | -------------------------- | --------------------- | --------------------- | -------------------------- | -------------------------- |
| Bauzeitraum                                     | 07/1996 – 09/2000     | 11/1995 – 06/2003          | 10/1995 – 09/2000     | 09/2000 – 06/2003     | 10/1996 – 09/2000          | 09/2000 – 06/2003          |
| Motorkenndaten                                  |                       |                            |                       |                       |                            |                            |
| Motorkennbuchstaben                             | AHB                   | 1Y                         | AEY                   | AYQ                   | 1Z, AHU, ALE               | ALH                        |
| Motortyp                                        | R4-Dieselmotor        | R4-Dieselmotor             | R4-Dieselmotor        | R4-Dieselmotor        | R4-Dieselmotor             | R4-Dieselmotor             |
| Anzahl Ventile pro Zylinder                     | 2                     | 2                          | 2                     | 2                     | 2                          | 2                          |
| Ventilsteuerung                                 | OHC, Zahnriemen       | OHC, Zahnriemen            | OHC, Zahnriemen       | OHC, Zahnriemen       | OHC, Zahnriemen            | OHC, Zahnriemen            |
| Gemischaufbereitung                             | Direkt- einspritzung  | Wirbelkammer- einspritzung | Direkteinspritzung    | Direkteinspritzung    | Direkteinspritzung         | Direkteinspritzung         |
| Motoraufladung                                  | –                     | –                          | –                     | –                     | Turbolader, Ladeluftkühler | Turbolader, Ladeluftkühler |
| Kühlung                                         | Wasserkühlung         | Wasserkühlung              | Wasserkühlung         | Wasserkühlung         | Wasserkühlung              | Wasserkühlung              |
| Bohrung × Hub                                   | 79,5 mm × 86,4 mm     | 79,5 mm × 95,5 mm          | 79,5 mm × 95,5 mm     | 79,5 mm × 95,5 mm     | 79,5 mm × 95,5 mm          | 79,5 mm × 95,5 mm          |
| Hubraum                                         | 1716 cm³              | 1896 cm³                   | 1896 cm³              | 1896 cm³              | 1896 cm³                   | 1896 cm³                   |
| Verdichtungsverhältnis                          | 19,5:1                | 22,5:1                     | 19,5:1                | 19,5:1                | 19,5:1                     | 19,5:1                     |
| max. Leistung bei min−1                         | 42 kW (57 PS) /4200   | 47 kW (64 PS) /4400        | 47 kW (64 PS) /4200   | 47 kW (64 PS) /4200   | 66 kW (90 PS) /4000        | 66 kW (90 PS) /3750        |
| max. Drehmoment bei min−1                       | 112 Nm /2200–2600     | 124 Nm /2000–3000          | 128 Nm /2400          | 128 Nm /2400          | 202 Nm /1900               | 210 Nm /1900               |
| Abgasnorm                                       | Euro 2                | Euro 2                     | Euro 2                | Euro 3                | Euro 2                     | Euro 3                     |
| Kraftübertragung                                |                       |                            |                       |                       |                            |                            |
| Antrieb                                         | Vorderradantrieb      | Vorderradantrieb           | Vorderradantrieb      | Vorderradantrieb      | Vorderradantrieb           | Vorderradantrieb           |
| Getriebe                                        | 5-Gang-Schaltgetriebe | 5-Gang-Schaltgetriebe      | 5-Gang-Schaltgetriebe | 5-Gang-Schaltgetriebe | 5-Gang-Schaltgetriebe      | 5-Gang-Schaltgetriebe      |
| Messwerte                                       |                       |                            |                       |                       |                            |                            |
| Höchstgeschwindigkeit                           | 139 km/h              | 144 km/h                   | 144 km/h              | 144 km/h              | 165 km/h                   | 165 km/h                   |
| Beschleunigung, 0–100 km/h                      | 23,9 s                | 20,6 s                     | 20,1 s                | 20,3 s                | 14,0 s                     | 14,4 s                     |
| Kraftstoffverbrauch (1) auf 100 km (kombiniert) | 6,3 l D               | 6,7 l D                    | 5,9 l D               | 5,9 l D               | 5,5 l D                    | 5,5 l D                    |
| CO2-Emission (kombiniert)                       | 170 g/km              | 181 g/km                   | 159 g/km              | 159 g/km              | 149 g/km                   | 145 g/km                   |

Die Verfügbarkeit der Motoren war von Modell, Ausstattung und Markt abhängig.